# Krettnach

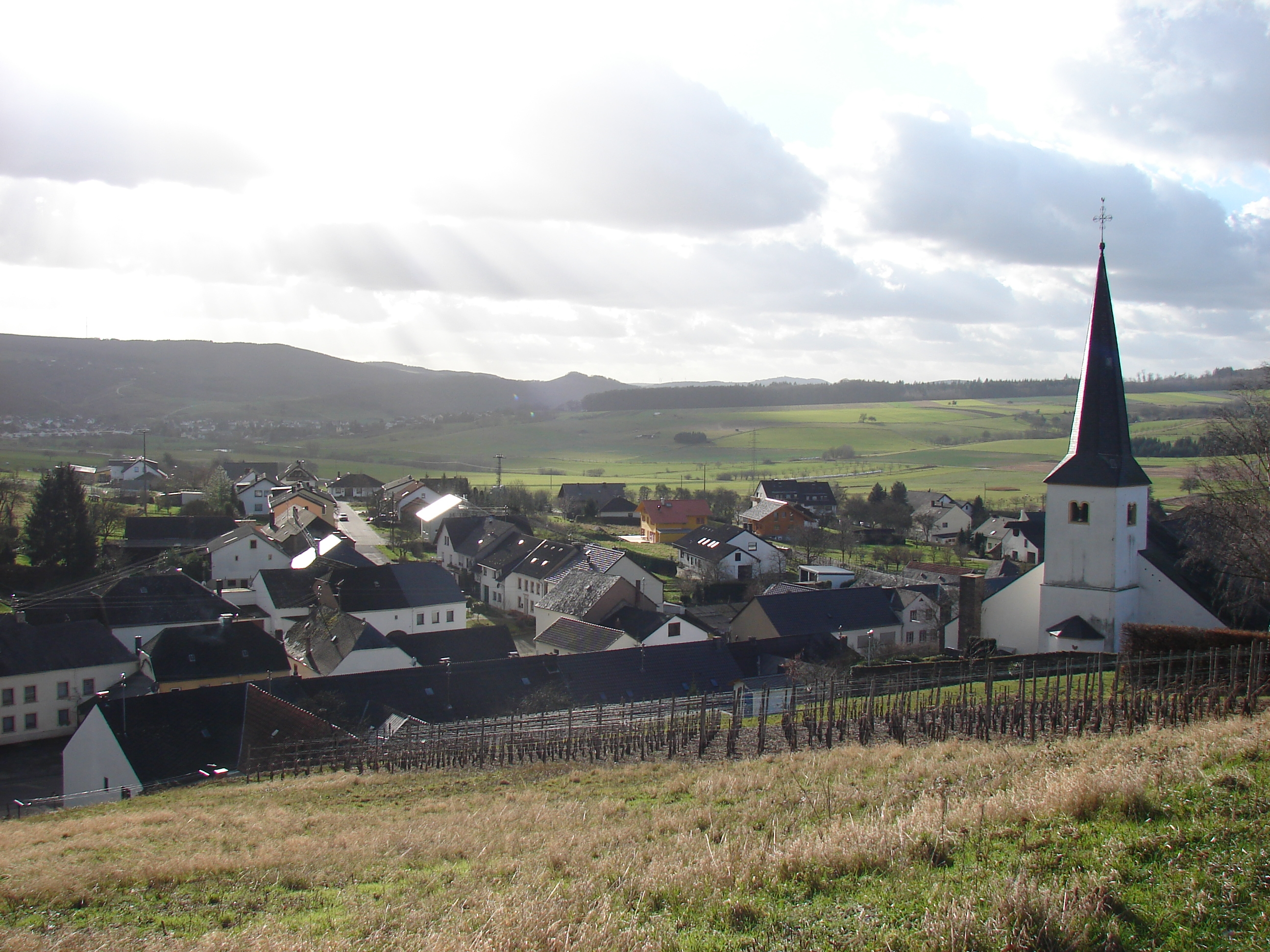
Blick über Krettnach mit Pfarrkirche St. Ursula

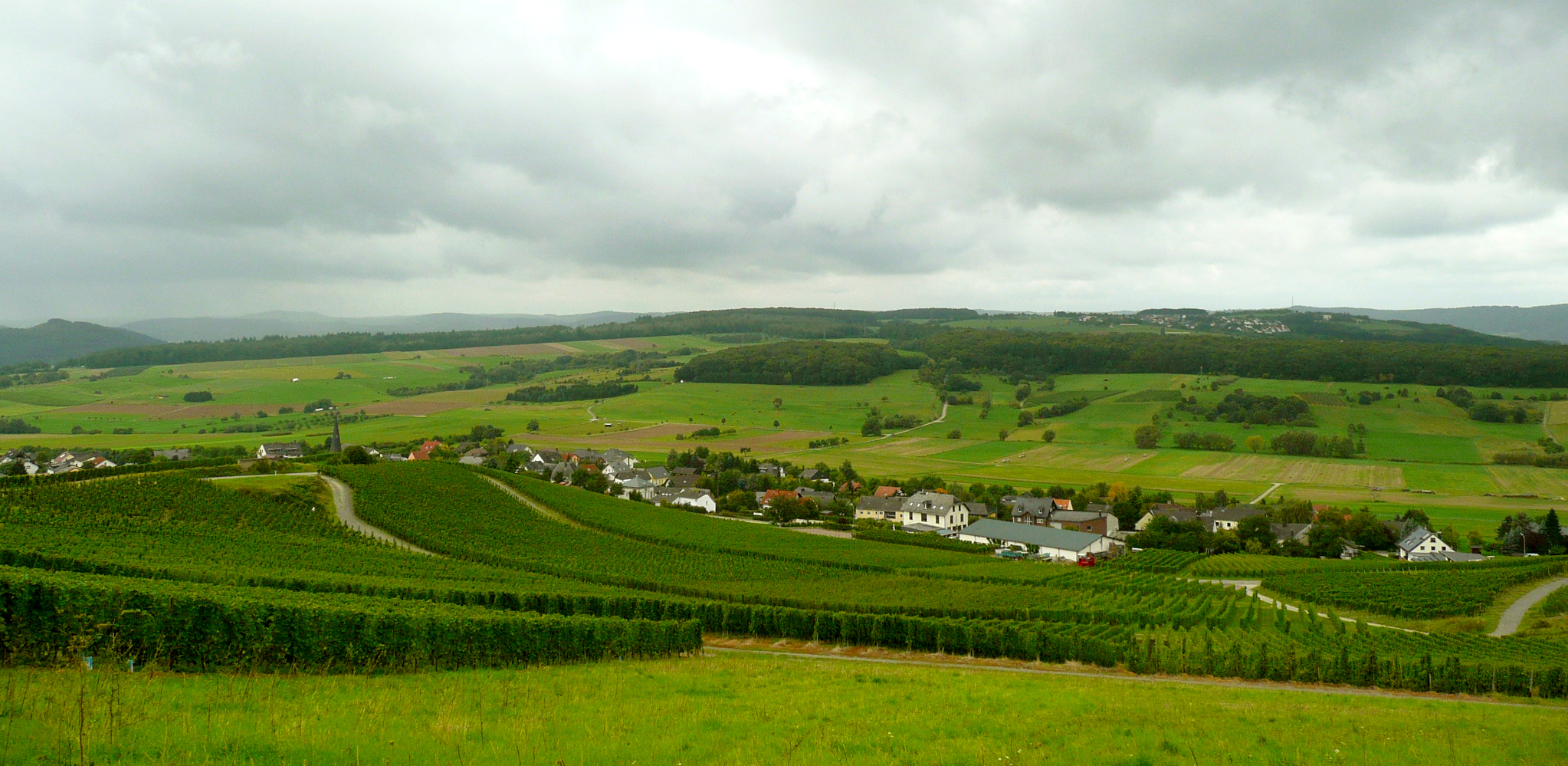
Blick über Weinbau

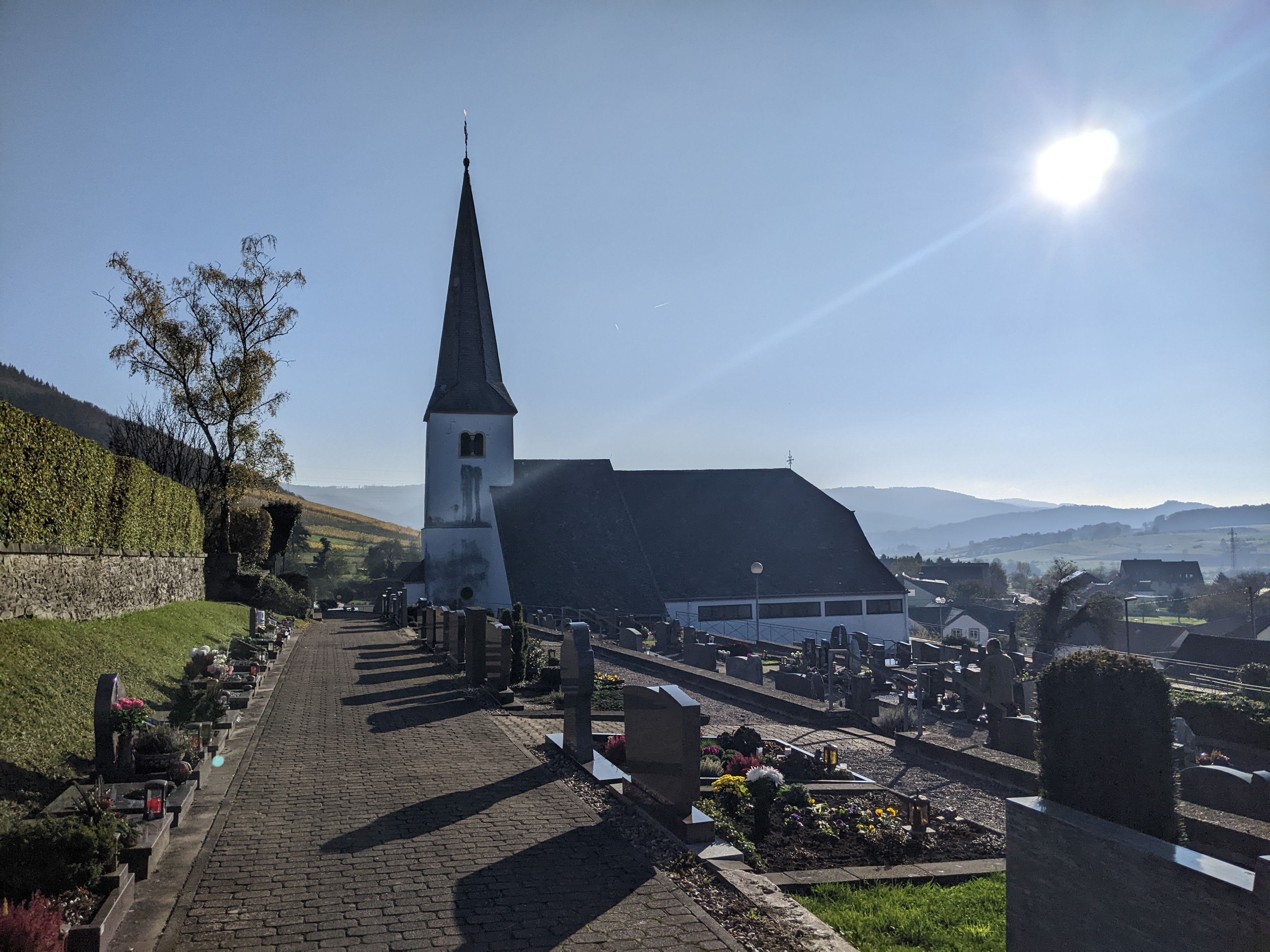
St.-Ursula-Kirche mit Friedhof

Krettnach ist ein Ortsteil der Stadt Konz in Rheinland-Pfalz mit 494 Einwohnern (Stand: 2008).

## Geographie
Der Ort liegt etwa sechs Kilometer südöstlich vom Konzer Stadtkern im sogenannten Konzer Tälchen und ist vor allem vom Weinbau geprägt.
Nachbarorte sind die Konzer Stadtteile Obermennig im Norden, Kommlingen im Westen und Oberemmel im Süden, sowie die Ortsgemeinde Pellingen im Südosten.

## Geschichte
Der erstmals 1148 als Cretenach und 1203 als Crittenach erwähnte Ort wurde im Mittelalter und in der frühen Neuzeit von der Trierer Abtei St. Matthias verwaltet. Der Ort war im Mittelalter Ziel einer Bannprozession, an der u. a. die Einwohner von Konz teilnahmen, die auf dem Rückweg dann von den Einwohnern von Niedermennig bewirtet werden mussten. In der kurtrierischen Zeit gehörte Krettnach zum Amt Saarburg.
Die Inbesitznahme des Linken Rheinufers durch französische Revolutionstruppen beendete die alte Ordnung. Der Ort wurde von 1798 bis 1814 Teil der Französischen Republik (bis 1804) und anschließend des Französischen Kaiserreichs, zugeordnet dem Kanton Konz des Arrondissements Trier im Saardepartement. Nach der Niederlage Napoleons kam Krettnach 1815 aufgrund der auf dem Wiener Kongress getroffenen Vereinbarungen zum Königreich Preußen. Der Ort wurde der Bürgermeisterei Oberemmel im Landkreis Trier des Regierungsbezirks Trier zugeordnet, die 1822 Teil der neu gebildeten Rheinprovinz wurden. Im Jahr 1858 wurde die bereits in Personalunion geführte Bürgermeisterei in die Bürgermeisterei Konz eingegliedert.
Als Folge des Ersten Weltkriegs war die gesamte Region dem französischen Teil der Alliierten Rheinlandbesetzung zugeordnet. Nach dem Zweiten Weltkrieg gehörte Krettnach zu den Gemeinden der französischen Besatzungszone, die im Februar 1946 an das Saarland angeschlossen wurden, im Juni 1947 aber auch zu den Orten des Landkreises Saarburg, die wieder zurückgegliedert und Teil des damals neu gebildeten Landes Rheinland-Pfalz wurden.
Am 7. Juni 1969 bildete Krettnach zusammen mit Niedermennig die neue Gemeinde Mennig, die am 7. November 1970 in die Stadt Konz eingegliedert wurde.

## Politik
Krettnach bildet zusammen mit Nieder- und Obermennig gemäß Hauptsatzung einen von fünf Ortsbezirken der Stadt Konz. Der Ortsbezirk umfasst die Gebiete der drei früheren Gemeinden. Die Interessen des Ortsbezirks werden durch einen Ortsbeirat und durch einen Ortsvorsteher vertreten.
Detailinformationen siehe unter Niedermennig.

## Sehenswürdigkeiten
In jüngster Zeit hat sich der Ort durch zahlreiche Neubauten stark ausgebreitet. Sehenswert ist die Pfarrkirche St. Ursula mit romanischem Chorturm aus dem 12. Jahrhundert.
Krettnach gehört zum Konzer Tälchen – ein ehemaliger Altarm der Urmosel –, in welchem die Orte Niedermennig, Obermennig, Krettnach und Oberemmel liegen.
Neben der in einem ehemaligen Flussbett gelegenen Landschaft gibt es historische Sehenswürdigkeiten wie z. B. die Historische Ölmühle in Niedermennig zu besichtigen, eine intakte, mit Wasserkraft betriebene Ölmühle. Außerdem gibt es eine Finnbahn für Walker und den Erlebnispfad Konzer Tälchen sowie viele Möglichkeiten für Wanderer, Radfahrer und Reiter, die Natur zu genießen.

## Wirtschaft und Infrastruktur

### Weinbau
Der Ort ist durch den Weinbau geprägt, der hier eine lange Tradition hat. Der am Unterlauf der Saar erzeugte Saarwein zählt zum Weinanbaugebiet Mosel.

### Straßen
Krettnach liegt an der Landesstraße 138. Im Ort zweigt die L 139 zur weiter östlich verlaufenden B 268 ab.